# کوگو نودا
کوگو نودا (ژاپنی: 野田 高梧 Noda Kōgo؛ ۱۹ نوامبر ۱۸۹۳ – ۲۳ سپتامبر ۱۹۶۸) فیلم‌نامه‌نویس اهل ژاپن بود که بیشتر به‌خاطر همکاری‌هایش با یاسوجیرو ازو شناخته می‌شود. از فیلمنامه‌هایش می‌توان خواهران مونکاتا، همسر آن شب، زن اهل توکیو، طعم چای سبز روی برنج و علف‌های شناور را نام برد.